# 斯滕·彼得松
斯滕·彼得松（瑞典語：Sten Pettersson，1902年9月11日—1984年6月1日），瑞典男子田径运动员，主攻跨栏。他曾代表瑞典参加1924年、1928年和1932年夏季奥林匹克运动会田径比赛，获得一枚铜牌。